# DOS-2
DOS-2 (Russisch: ДОС-2) was de tweede lancering van een ruimtestation in het kader van het Saljoet-bemande-ruimtestationprogramma van de Sovjet-Unie. DOS-2 werd gelanceerd als opvolger van het eerste succesvolle ruimtestation Saljoet 1. De lancering mislukte echter en het tweede ruimtestation van de Sovjets stortte neer in de Stille Oceaan.

## Missieprofiel
Evenals zijn voorganger, Saljoet 1 (DOS-1), was DOS-2 samengesteld uit componenten van het militaire Almaz-programma en Sojoez-ruimteschepen. Omdat de eerste lancering van het militaire Almaz-ruimtestation op zich liet wachten, en de Amerikanen inmiddels hard werkten aan hun Skylab-ruimtelaboratorium werd in grote haast het Saljoet-programma opgericht. Vier reeds gebouwde rompen van Almaz-ruimtestations werden omgebouwd tot civiele Saljoet-ruimtestations.
Hoewel Saljoet 1 succesvol was, verliep de terugkeer van de eerste bemanning dramatisch. De drie kosmonauten aan boord van hun Sojoez 11-capsule overleden nadat een lek optrad bij de terugkeer in de atmosfeer. Als gevolg daarvan werd de geplande vlucht van Sojoez 12 naar Saljoet 1 afgelast. Niet lang daarna keerde Saljoet 1 gecontroleerd terug in de atmosfeer.
In afwachting van aanpassingen aan het Sojoez-ruimteschip, om een herhaling van de ramp met de Sojoez 11 te voorkomen, werd de lancering van het tweede ruimtestation, DOS-2, uitgesteld.

## Missieverslag
Na bijna een jaar vertraging werd DOS-2 met een Proton-K-raket gelanceerd op 29 juli 1972. De eerste trap van de raket deed zijn werk naar behoren, maar 162 seconden na de lancering trad er een defect op in de tweede trap. De Proton-raket en het DOS-2-ruimtestation vielen in een grote boog terug naar de aarde en stortten neer in de Stille Oceaan.

## Geheimhouding en naamgeving van DOS-2
DOS-2 was de interne benaming voor het tweede civiele ruimtestation binnen het Saljoet-programma. Onofficieel had het station al de logische naam "Saljoet 2" gekregen. Maar binnen de Sovjet-Unie van de jaren zestig van de twintigste eeuw was het gebruikelijk een ruimtevlucht pas publiek aan te kondigen als deze met succes was gelanceerd. Met DOS-2 was dat niet het geval en de missie verdween uit de geschiedenisboeken. Pas na de val van het IJzeren gordijn kwamen veel details over het Sovjet-ruimtevaartprogramma naar buiten en werd ook de mislukte lancering van DOS-2 bekend. De naam "Saljoet 2" werd formeel gebruikt voor de volgende missie in het Saljoet-programma, als dekmantel voor de lancering van het eerste militaire Almaz-ruimtestation.

## Ontwerp
DOS-2 was vrijwel identiek aan Saljoet 1 (DOS-1) en bestond uit een 'geleende' romp van het Almaz-programma, aangevuld met componenten uit het Sojoez-programma. De technische beschrijving van het ontwerp is gelijk aan Saljoet 1.

### Specificaties
- Lengte - 15,8 m
- Maximale diameter - 4,15 m
- Leefbaar volume - 90 m³
- Massa na lancering - 18.210 kg
- Lanceervoertuig - Proton-K (drie-traps)
- Spanwijdte over zonnepanelen - ongeveer 10 m
- Oppervlakte zonnepanelen - 28 m²
- Aantal zonnepanelen - 4
- Bevoorrading - Sojoez 7K-OKS
- Aantal koppelpoorten - 1
- Aantal bemande missies - 0
- Aantal langdurige bemande missies - 0

1. ↑  Jonathan's Space Report.